# Wolfgang Wangerin
Wolfgang Wangerin (* 1944) ist ein deutscher Germanist und Hochschuldozent.

## Leben
Wangerin studierte Germanistik, evangelische Theologie, Pädagogik und Philosophie in Hamburg, Tübingen und Göttingen.
Nach seinem Studium war er als Studienreferendar/Studienrat beschäftigt, bevor er wieder auf die Hochschulebene zurückkehrte. Er ist seit 1975 Akademischer Rat bzw. Oberrat an der Georg-August-Universität Göttingen, seit 2011 im Ruhestand. Hier war er maßgeblich am Aufbau der Literatur- und Kulturdidaktik im Fachbereich Erziehungswissenschaften beteiligt. Insbesondere im Bereich der erfahrungsorientierten Literaturdidaktik setzte und setzt er Forschungsschwerpunkte. In der Bibliothek für Kinder- und Jugendliteratur, deren Leiter er war, hielt er  Seminare ab, bei denen er Literatur und Raum, Fremd- und Selbsterfahrung miteinander vereint.
Wangerin war Leiter der „Arbeitsgruppe Historische Jugendbuchforschung“, die seit 1987 besteht und  Ausstellungen realisiert hat. Er ist ebenso Mitbegründer des Göttinger Zentrums für Deutschlehrerinnen und Deutschlehrer, und Mitglied im Zentrum für empirische Unterrichts- und Schulforschung (ZeUS) der Universität Göttingen.

## Veröffentlichungen (Auswahl)
- Jugend, Literatur und Identität. Anregungen für den Deutschunterricht der Sekundarstufen I und II, Braunschweig, 1983 (Hrsg.)
- Westermann Texte Deutsch. Lesebuch. Neubearbeitung. Orientierungsstufe, 2 Bände. Braunschweig 1983ff. (Mitherausgeber und Mitautor)
- Westermann Texte Deutsch. Lesebuch. Neubearbeitung. Hauptschule/Gesamtschule, 4 Bände. Braunschweig 1983ff. (Mitherausgeber und Mitautor)
- Westermann Texte Deutsch. Lesebuch. Neubearbeitung. Realschule, 4 Bände. Braunschweig 1983ff. (Mitherausgeber und Mitautor)
- Westermann Texte Deutsch. Lehrerband, 8 Bände. Braunschweig 1984ff. (Mitherausgeber und Mitautor)
- Kunsterfahrung und Selbsterfahrung, 1995
- Sich in den Künsten selbst erfahren, Dt. Studien-Verlag, 1997
- Musik und bildende Kunst im Deutschunterricht, Schneider-Verl. Hohengehren, 2006 (Hrsg.)
- Neue Wege zu und mit literarischen Texten, Baltmannsweiler, 2007, (Hrsg., zusammen mit Christiane Fäcke)
- Der Rote Wunderschirm. Kinderbücher der Sammlung Seifert von der Frühaufklärung bis zum Nationalsozialismus, Göttingen, 2011 (Hrsg.)